# Amtsgericht Spremberg

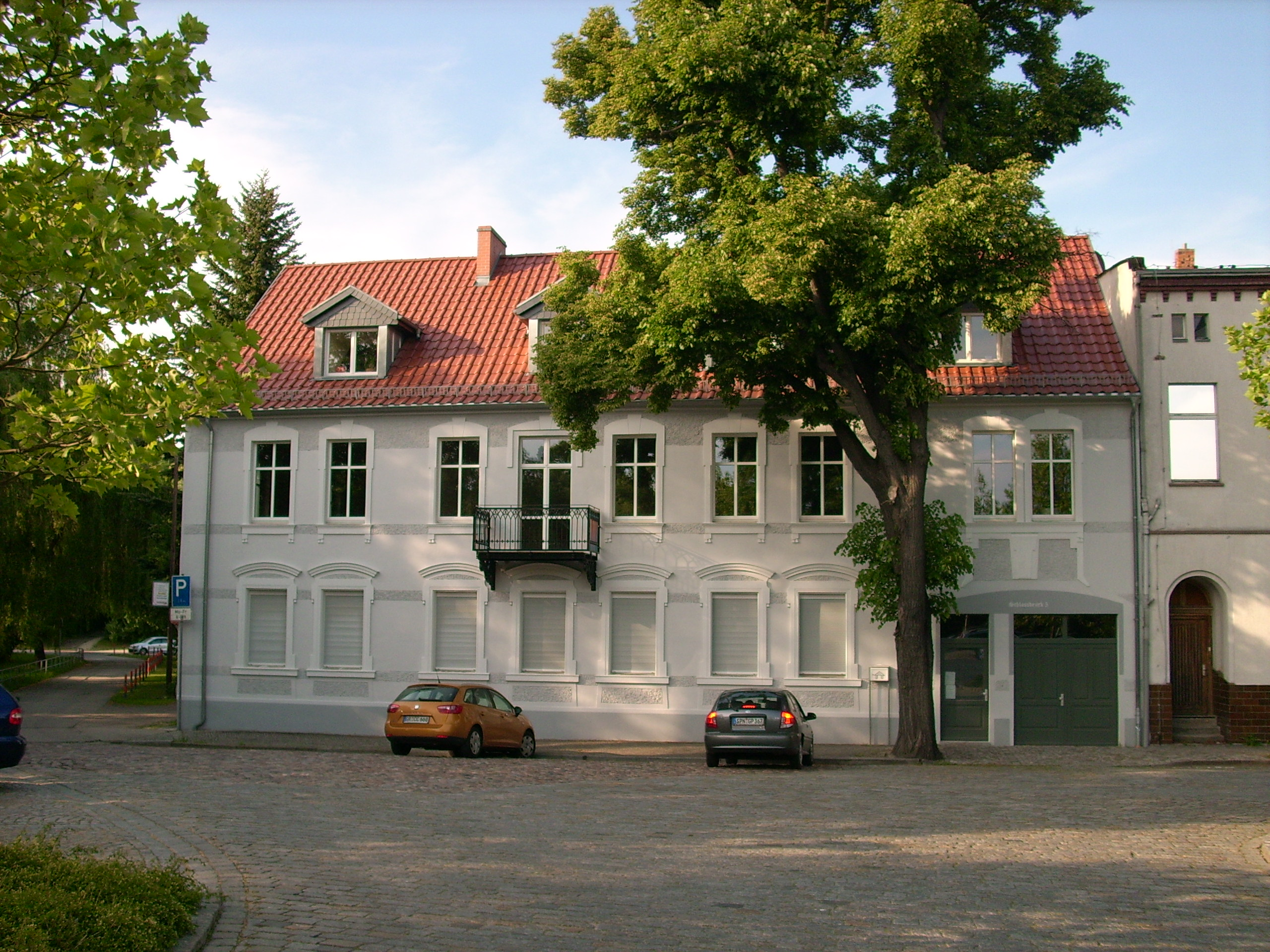
Ehem. Amtsgerichtsgebäude (2012)

Das Amtsgericht Spremberg war ein preußisches Amtsgericht mit Sitz in Spremberg, Provinz Brandenburg.

## Geschichte
Ab 1849 bestand das Kreisgericht Spremberg. Übergeordnet war das Appellationsgericht Frankfurt a. d. Oder. Im Rahmen der Reichsjustizgesetze wurden diese Gerichte aufgehoben und reichsweit einheitlich Oberlandes-, Land- und Amtsgerichte gebildet. Das königlich preußische Amtsgericht Spremberg wurde mit Wirkung zum 1. Oktober 1879 als eines von zwölf Amtsgerichten im Bezirk des Landgerichtes Cottbus im Bezirk des Kammergerichtes gebildet. Der Sitz des Gerichtes war die Stadt Spremberg. Sein Gerichtsbezirk umfasste den Landkreis Spremberg (Lausitz). Am Gericht bestanden 1880 drei Richterstellen. Das Amtsgericht war damit ein mittelgroßes Amtsgericht im Landgerichtsbezirk.
Im Jahre 1952 wurden in der DDR die Amtsgerichte abgeschafft und stattdessen Kreisgerichte gebildet. Peitz kam zum Kreis Spremberg, zuständiges Gericht war damit das Kreisgericht Spremberg. Das Amtsgericht Spremberg wurde aufgehoben und auch nach dem Zusammenbruch der DDR nicht neu gebildet.

## Gerichtsgebäude
Das Amtsgerichtsgebäude (Schloßbezirk 5) steht als Baudenkmal unter Denkmalschutz.